# روژ نوری شاویس
روژ نوری شاویس (کردی سورانی: رۆژ نووری شاویس، عربی: روز نوری شاویس، انگلیسی: Rowsch Nuri Shaways؛ زادهٔ ۱۹۴۷ – درگذشته ۱۵ فوریهٔ ۲۰۲۱) سیاست‌مدار اهل عراق بود که به عنوان اولین نخست‌وزیر از حزب دموکرات کردستان (اختصاری KDP) در کردستان خدمت کرده‌است. پس از تهاجم به عراق و سرنگونی رژیم صدام حسین، وی به عنوان یکی از دو معاون رئیس‌جمهور در دولت موقت عراق در ۲۰۰۴ میلادی مشغول به کار شد.
پس از آن، به عنوان معاون نخست‌وزیر در دولت به ریاست ابراهیم جعفری سپس در همان سِمَت در دولت نوری مالکی منصوب شد. او همچنین به عنوان رئیس مجلس در منطقه خودمختار کردنشین به خدمت پرداخته و یکی از اعضای حزب دموکرات کردستان عراق بود.
| مناصب سیاسی                                  | مناصب سیاسی                                                 | مناصب سیاسی                                                           |
| -------------------------------------------- | ----------------------------------------------------------- | --------------------------------------------------------------------- |
| پیشین: ایجاد سِمَت                             | نخست‌وزیر کردستان عراق ۱۹۹۶–۱۹۹۹                             | پسین: نچیروان ادریس بارزانی                                           |
| پیشین: طه یاسین رمضان                        | موقتاً معاون رئیس‌جمهور عراق همراه با ابراهیم جعفری ۲۰۰۴–۲۰۰۵ | پسین: عادل عبدالمهدی و غازی مشعل عجیل الیاور به عنوان معاون رئیس‌جمهور |
| پیشین: برهم احمد صالح (موقتاً معاون نخست‌وزیر) | معاون نخست‌وزیر ۲۰۰۵–۲۰۰۶                                    | پسین: برهم احمد صالح                                                  |